# St Austell and Newquay (circonscription britannique)
Circonscription parlementaire de la Chambre des communes
La circonscription de St Austell et Newquay est une circonscription électorale anglaise située en Cornouailles, et représentée à la Chambre des communes du Parlement britannique depuis 2015 par Steve Double du Parti conservateur.

## Géographie
La circonscription comprend :
- Les villes de Newquay, St Austell et Fowey
- Les villages de Golant, Charlestown, Crantock et Coombe

## Députés
Les Members of Parliament (MPs) de la circonscription sont :
| Législature                                                                                 | Années       | Député | Député        | Parti               |
| ------------------------------------------------------------------------------------------- | ------------ | ------ | ------------- | ------------------- |
| St Austell and Newquay issue de North Cornwall, South East Cornwall et Truro and St Austell |              |        |               |                     |
| 55e                                                                                         | 2010–2015    |        | Steve Gilbert | Libéraux-démocrates |
| 56e                                                                                         | 2015–2017    |        | Steve Double  | Conservateur        |
| 57e                                                                                         | 2017–2019    |        | Steve Double  | Conservateur        |
| 58e                                                                                         | 2019–Présent |        | Steve Double  | Conservateur        |